# Bothrops asper
Il terciopelo (inglese), o localmente in lingua spagnola anche cuatro narices (Bothrops asper (Garman, 1883)), è una specie di serpenti crotalini appartenente alla famiglia dei viperidi distribuita prevalentemente nell'America centrale, tra il Messico nord-orientale e la zona nord-orientale dell'America meridionale.
Alle altitudini basse o moderate, il suo habitat varia dal Messico nord-orientale alle Ande colombiane ed ecuadoriane, così come il Venezuela. Con un peso fino a 6 chilogrammi e una lunghezza massima di 2,5 metri, il terciopelo è tra le più grandi viperidi conosciute. È di colore marrone chiaro, spesso con modelli giallastri e a zig-zag su entrambi i lati del suo corpo. Soprannominato localmente the ultimate pit-viper (il crotalo per eccellenza) per la sua difensività, le grandi dimensioni, le zanne e il potente veleno, ha una reputazione temibile, responsabile del maggior numero di morsi di serpente envenomatizzati all'interno del suo areale, in gran parte a causa della sua vicinanza all'uomo, al bestiame e agli animali domestici. Tuttavia, come solitamente è nell'indole dei serpenti velenosi, il terciopelo evita attivamente il contatto con gli esseri umani e gli animali di maggiori dimensioni, con morsi che si verificano generalmente solo quando il serpente si sente impossibilitato a scappare, inseguito o minacciato.